# Antonio Segni
Antonio Segni (Sàsser, Sardenya, 1891 - Roma, 1972) fou un polític democristià italià, que fou Primer Ministre d'Itàlia en dues ocasions a finals de la dècada del 1950 i President d'Itàlia entre el 1962 i 1964.

## Biografia
Va néixer el 2 de febrer de 1891 a la ciutat de Sàsser, situada a la regió italiana de Sardenya. Llicenciat en jurisprudència l'any 1913, a partir del 1920 es dedicà a la docència en les universitats de Perusa i Sàsser, de la qual fou rector entre els anys 1946 i 1951.

## Activitat política
el 1919 s'afilià a les files del Partit Popular italià de Luigi Sturzo, però en observar el seu vessant feixista l'any 1942 decidí fundar un nou partit, la Democràcia Cristiana. El 1946 fou escollit membre de l'Assemblea constituent italiana, i ocupà diversos càrrecs administratius sota els governs d'Ivanoe Bonomi i Ferruccio Parri, fins que sota el govern d'Alcide De Gasperi fou nomenat l'any 1951 ministre d'Instrucció Pública.
A la caiguda del govern de Giovanni Gronchi fou nomenat President del Consell de Ministres el 6 de juliol de 1955 sota la presidència de Giovanni Gronchi. Ocupà el càrrec fins al 1957. Sota el govern d'Amintore Fanfani fou nomenat Ministre de Defensa.
Posteriorment tornà a ser escollit Primer Ministre el febrer de l'any 1959, càrrec que ocupà breument fins al març de 1960, i sota el govern de Fernando Tambroni fou nomenat Ministre d'Afers Estrangers.

## President de la República
L'any 1962 fou escollit President d'Itàlia amb un escrutini de 443 vots sobre 842, amb els vots decisius del Moviment Social Italià i dels monàrquics. El 7 d'agost de 1964 patí una trombosi cerebral i fou substituït del seu càrrec el dia 10 d'agost pel president del Senat Cesare Merzagora. El 6 de desembre del mateix any Segni anuncià la seva renúncia al càrrec. Merzagora anuncià la dimissió el 29 de desembre del mateix any.
Nomenat senador vitalici com a expresident de la República, Segni morí l'1 de desembre de 1972 a la seva residència de Roma.